# Leung Ting Wing Tsun
A Wing Tsun vagy Leung Ting Wing Tsun kungfu kínai eredetű, modern, önálló harcművészeti stílus, az eredetileg Wing Chun v. Yong Chun – magyarul Ving Csun – kungfu továbbfejlesztett, egyedi szempontok szerint kiegészített, szabványosított oktatási tematikára épülő iskolája. Hivatalos, és Leung Ting Nagymester által elismert és látogatott egyetlen magyarországi szervezete a Magyar Wing Tsun Egyesület – Hungarian Wing Tsun Organization, melynek vezetője és Kelet-Európai Főinstruktora Máday Norbert Si-Fu (ejtsd: sifu). Egy másik jelentős szervezet, amely Leung Ting Wing Tsun-t tanít, az EBMAS (Emin Boztepe Martial Arts Association), mely a nevét az IWTA Wing Tsun iskoláitól való megkülönböztetés végett Wing Tzun-ként írja. A Sifu a HWTO-ban egy hagyományos megszólítás, jelentése „apa, tanító” (師傅 vagy 師父; Pinjin: shifu, standard kantoni v. kantonéz: si1 fu6; illetve a Wing Tsun szövetségben elterjedt, megszokott kiejtése a szónak a „szifu”).

## A Wing Tsun jellegzetességei
A Leung Ting-féle Wing Tsun iskolát – röviden Wing Tsun – a szövetség a Ving Csun kungfu „harci iskolájának” tarja. Ez azt jelenti, hogy a stílus módszerei a legnagyobb gazdaságosságra és hatékonyságra tanítanak, mellőzik a harcban nem használható, fölösleges technikákat, valamint a lehető leggyorsabb és legbiztosabb győzelemre törekednek. Természetesen ez igaz a Ving Csun minden iskolájára, de megkülönböztető jelzésként ezt más iskola nem hangsúlyozza ilyen mértékben.
A Leung Ting Wing Tsun egyik legszembetűnőbb jellemzője, hogy nem tartalmaz határozottan köríves mozdulatokat. A Wing Tsun gyakorlója többnyire rövid, egyenes vonalú, gyors mozdulatokkal vezeti el az ellenfele támadásait („két pont között a legrövidebb út az egyenes”), miközben egyidejűleg egy gyors, elsöprő támadást is indít felé („egyidejűség elve”). Az egyenes karmozgás némileg ellentétes a váll- és könyökízületek anatómiai működésével, de ez a módszer gyakorlás után gyors és hatékony eszközzé válhat a küzdelemben.
- A Wing Tsun fontos technikája az úgynevezett „egyenes v. döfő ütés”, illetve az ezen alapuló „láncütés”. A láncütés használata egyfajta folyamatos, ideális esetben kivédhetetlen támadássorozatot alkot, amivel hatékonyan tehető ártalmatlanná az ellenfél, miközben lehetőséget sem kap a védekezésre.

A gyakorlás nem igényel különösebb hajlékonyságot, mivel kerüli a magas rúgásokat; továbbá nincs szükség nagy fizikai erőre sem, mert a Wing Tsun alapvetően nem az izomerőt használja eszközként, hanem az azonnal végigvitt támadássorozatot. Természetesen az általános erőnlét nem mellékes, az a folyamatos gyakorlás közben sokat fejlődik, illetve speciális gyakorlatokkal fejleszteni kell.
A stílus érdekes eleme az alapállás, melyet 60 fokkal befelé fordított lábfejekkel, a térdeket összehúzva hozunk létre. Az állítás mely szerint a térdre ez káros, téves, 20-26 éve gyakorló mestereknél sem jelentkezik ilyen, ahogy a klasszikus shaolin állásnál sem[forrás?]. Ezt a lábtartást "bikafogó lábnak" is nevezik, régen tutajon szállították a kínaiak a bikát és a fejét ezzel a stabil állással fogták le, hogy ne ugorjanak a folyóba[forrás?].
- Az állás semleges, vagyis nincs konkrét küzdőoldala egy harcosnak, így egy gyors kézállás-változtatással felcserélheti az aktív és passzív oldalát, s ezzel az ellenfele elől mintegy elrejtheti a támadási felületet. A pozíció előnye, hogy a testsúlyt mindkét lábon egyenlően helyezi el, s így könnyebben tud a gyakorló fordulni, miközben a hátsó lábra kerül a súly, a gyors, elsőlábas ellentámadás és a lábkisöprés megakadályozásának érdekében. A harmadik fontos pont a lépés stabilitásából és erejéből adódik, ugyanis a testsúly hátul tartása és lesüllyesztése miatt sokkal könnyebbé válik pl. egy „döfő rúgás” kivitelezése, miközben fontos védelmet ad az alulról érkező, lágyékot célzó, támadó rúgások ellen. A népszerű ábrázolás szerint a Wing Tsun alapállása az Eiffel-torony felépítéséhez hasonlít.

A legfontosabb pontok tehát a következők:
- A fizikai erőn alapuló agresszió helyett a gyakorlatiasan használható, praktikus technikák, és a lerohanásszerű agresszív támadás kerülnek előtérbe.
- Az egyidejűség elvének használata (védekezés-támadás egy időben történik, a hagyományos védés majd visszatámadás helyett) a gyorsaság fejlesztésében kap nagy szerepet, s a gyakorló ügyességétől függően nem ad alkalmat arra, hogy az ellenfél a második támadását megkezdhesse.
- A gyakorló nem erővel akar győzni, hanem olyan technikák alkalmazása által, mely a gyenge pontok támadását és a gyorsaságot célozza meg.
- A sorozatszerű támadások, a gyors, láncszerűen kivitelezett ütések időtakarékos és folyamatos irányítást tesznek lehetővé.
- A mozdulatokra jellemző a könnyedség, és az erő megfelelő mértékű (ez mit jelent?) használata.

A Leung Ting Wing Tsun világszervezetében a tanulás alapja a módszer, a legapróbb pontokig kidolgozott, jól működő oktatási tematika.

## Általános leírás

### Gyakorlatok, tanulás

#### Formák
A Wing Tsun tanítási programjában a három pusztakezes formagyakorlat, egy fabábu-forma, és a két fegyver technikái (hosszúbot, kantoni pillangókés) mellett az oktatás részét képezi a rövidbot használatának ismerete.
- Siu Nim Tau azaz „Kis Gondolat” – A kezdők formagyakorlata, amely megtanítja a helyes állást, a helyes légzést, és bemutatja az alapmozdulatokat.
- Chum Kiu azaz „Hídkeresés” – A középhaladók formagyakorlata, mely a védekezésre összpontosít, illetve tartalmaz lépéseket, fordulásokat és rúgásokat.
- Biu Tze azaz „Szúró, Döfő Ujjak” – A haladó forma, amely a támadásra helyezi a hangsúlyt, azon belül pedig a gyenge pontok támadására.
- Mok Jan Chong azaz „fabábu-gyakorlat” – Formagyakorlat egy karokkal felszerelt cölöpön, „bábun”. Segít a mozdulatok pontosításában.
- Luk Dim Bun Guan azaz „hat és fél pont, bottal végzett gyakorlat” – vagyis a 262 cm hosszúságú bottal végzett gyakorlatok.
- Ba Cham Dao azaz „Nyolc Élű Kés”, „Pillangókés” – kantoni pillangókéssel vagy kantoni rövidkarddal végzett, haladó szintű gyakorlatok, formagyakorlatok.

#### Páros gyakorlatok
A Wing Tsun programjába kétféle, szorosan összetartozó páros gyakorlat tartozik, melyeket minden esetben partnerrel kell gyakorolni.
- Chi Sau – "Tapadó Kezek", vagyis a tapintásreflexen alapuló védekező-támadó mozdulatsor.
- Chi Gerk – "Tapadó Lábak", a Chi Sau technikának a láb használatához igazított gyakorlata.

A Wing Tsun iskolájában a kínai mandarin dialektustól eltérő kantonéz („kantoni”) elnevezéseket és kiejtést használják, ezért a Wing Tsun kifejezései hangzásukban különböznek a kifejezések széles körben használt kiejtésétől.

### A fokozatok rendszere a Wing Tsun-ban
A Wing Tsun vizsgarendszere négy szintre osztható fel, a következő meghatározásokkal: tanuló, technikus, gyakorló, mesterfokozatok). Régi mondás ez: a vizsga soha nem a vizsgán van.

#### Tanulói fokozatok
A 12 tanulói fokozatot tizenkét, különböző színű „szilvavirág” szimbólum jelöli, s osztja fel kezdő, középhaladó és haladó tapasztalati fokokra.
- 1-4. tanulófokozat: kezdő
- 5-8. tanulófokozat: középhaladó
- 9-12. tanulófokozat: haladó

#### Tanítói fokozatok és mesterfokozatok
A tanítói fokozatokra a tanítványok előrehaladása miatt van szükség, hogy az oktató mindig a megfelelő magasságú fokozattal legyen jelölve a tanítványok között. Természetesen az adott mesterfokozat megszerzése nélkül is elsajátíthatja a tanítvány a fokozathoz kapcsolódó tananyagot. Fontos tisztázni, hogy ember és ember közötti technikai tudás nem a megszerzett fokozattól függ. A magasabb fokozat azonban egyértelműen azt jelzi, az illető többet tett a Wing Tsun harcművészet fennmaradásáért. Így ez megbecsülés, és az iskolai rendszerben a megfelelő pozíció biztosítása, mely nem az egyén egóját, hanem a teljes iskola javát, gördülékenységét szolgálja.
A tanítói fokozatok 1-4. szintjét jelentő technikusi fokozatok a Wing Tsun rendszer technikai elemeire épülnek. A gyakorlói fokozatok (5-8. szint) a standard alapok mellett hangsúlyt helyeznek azok gyakorlati alkalmazására, a valódi harci erő kifejlődése ekkora meg kell hogy történjen helyes gyakorlás esetén. A hatékony önvédelem, a gondos egészségmegőrzés, a gondolatok megnyugtatása folyamatosan fejlődik, már az alacsony tanulói fokozatoknál is. Ez a Wing Tsun rendszerben alapvető követelmény. A magasabb fokozatok esetében elengedhetetlen a Wing Tsun történetének és elméletének kimerítő ismerete, és ezek összekapcsolása a gyakorlati munkával.
- 1-4. technikusi fokozatok (The Technician Stage, „Technikus”)
- 5-8. gyakorlói fokozatok (The Practician Stage, „Gyakorló”)
- 9-12. fokozatok (The Stage of Enlightenment, a „Megvilágosodás Foka”)
  - 9. fokozat: „a Megérkezett Ember”
  - 10. fokozat: „a Megértés Mestere”
  - 11. fokozat: „a Teljesség Mestere”, visszavonuló mestereknek jár
  - 12. fokozat: „a Teljes Bölcsesség Mestere”, posztumusz fokozat, jelezvén, hogy egy élet alatt sem lehet tökéletessé fejlődni.

A tanítói hierarchia 9. fokozata már a „mester” tapasztalati szintet, vagy más néven „mesterfokozatot” jelenti. A Wing Tsun mestere a harcművészet teljes elméleti és gyakorlati tudásanyagát tökéletesen magáévé tette, s mint valódi harcművész, tökéletesen birtokolja nemcsak saját művészetének, hanem az egyéb kínai kungfu-művészeteknek az elveit, gyakorlatát és filozófiai tudásanyagát.

#### Hierarchia
A magyarországi Leung Ting Wing Tsun egyesület a valódi kung fu hagyományokkal egyező hierarchikus felépítésű szervezet, amelyben az említett fokozatokra és szintekre kötelező a hagyományos kínai megszólítások használata. A hagyományos hierarchia szerint a hazai Wing Tsun iskolákban a következő megszólítások használandóak:
- Si-Jo (tanító, dédapa) – Yip Man nagymester
- Si-Jo (tanító, dédapa) – Leung Ting nagymester
- Si-Fu (tanító, apa) – Máday Norbert
- Si-Hing (idősebb fivér) és Si-Mei (idősebb nővér) – az instruktorok elnevezése
- To-Dei (legfiatalabb gyermek) – a kezdő tanulók megszólítása

A Wing Tsun magyarországi szervezetében Yip Man nagymestert és Leung Ting nagymestert (mint az iskola alapítóját) egyaránt „Sijo” (tanító, dédapa) megszólítással említik. A magyarországi iskola vezetőjét, Máday Norbertet „Szifu” néven nevezik.
(Bővebben lásd: a Ving Csun családfája)

#### A mesterfokozat jelentése
Az európai szövetségben 10. instruktori fokozattal – más néven mesterfokozattal – rendelkezik Keith Kernspecht, majd sorrendben őt követi a kelet-európai szövetségben Máday Norbert 9. instruktori fokozattal.
Napjainkban Keith Kernspecht szakítani látszik a Wing Tsun hagyományaival, és egyre inkább saját stílusa és saját önálló iskolája kialakításán munkálkodik, mintegy előrevetítve a Leung Ting Wing Tsun szövetségtől való esetleges elszakadását.

#### Öltözet
A Wing Tsun magyarországi iskoláiban használt uniformison Máday Norbert neve és a Leung Ting Wing Tsun iskola jelképei szerepelnek. A felső öltözeten, a szív fölé varrva szerepel a tanuló fokozata, az úgynevezett „szilvavirág” jelzés, az instruktorok rangját az arany szilvavirág jelzi, valamint fokozattól függően a megfelelő színű és vastagságú csíkok és háromszögek a ruhán. Ezek jelentősége nagy, a rendszerre jellemző testtartás irányokat mutatják (térd, könyök, középvonal), használatuk segíti a mozdulatok jobb nyomonkövethetőségét.

### Elvek

#### A harc elvei
1. Ha az út szabad, törj előre.
2. Ha érintkezel az ellenféllel, ragadj rajta.
3. Ha az ellenfél sokkal erősebb nálad, térj ki előle.
4. Ha az ellenfél kitér előled, kövesd.

#### Az erő elvei
1. Szabadítsd meg magadat a saját erődtől.
2. Szabadítsd meg magadat az ellenfeled erejétől.
3. Használd az ellenfeled erejét.
4. Add hozzá az ellenfél erejéhez a saját erődet.

### Számolás
A Wing Tsun iskolájában a hivatalos mandarin nyelvű számoktól eltérő, kantoni (kantonéz) számneveket használják:
- számnév: 0-1-2-3-4-5-6-7-8-9-10
- mandarin: líng-yi-er-san-si-wu-liu-qi-ba-jiu-shi
- kantoni: líng-yat-yee-saam-say-ng-look-chat-baat-gau-sap
- kiejtés: líng-ját-jí-szám-széj-nn-lúk-csát-páát-gau-száp

A HWTO-ban az 5 (ng, nn) számnevet gi-ként ejtik.
Az ng kiejtése nem n, nem nn, és nem is n és g hangok egymás után, hanem az a hang, mint az angol igék végi hang, vagy éppen az a hang, amit a hang szóban a magyarban is ejtünk a g előtt. Ha a hang szót úgy ejtjük ki, hogy a végéről lehagyjuk a g hangot, akkor már meg is van.
Kínai számok – WikiPedia, EN; Kantoni számok, YouTube

## A Leung Ting Wing Tsun története
250-300 évvel ezelőtt élt egy buddhista apácanő, akit Ng Mui-nak hívtak. A Leung Ting Wing Tsun hagyománya szerint Saolin-tanítvány volt, és a Veng Csun Pak Hok Paj (Weng Chun Bak Hok Pai) kungfustílus mestere, avagy a Fudzsian Tartomány Veng Csun környékének Fehér Daru kungfustílusáé. Politikai események miatt Ng Mui és más Saolin-tagok ellen hajtóvadászatot indított a hatalmon levő Csing-dinasztia. A szerzetesek elmenekültek Fudzsianból és szétszéledtek Dél-Kína különböző részeibe. Ng a Junan és Szecsuan Tartományok határához menekült, és a Taj Leung Hegyen Pak Hok Kun-ban, vagyis a Fehér Daru Templom-ban telepedett le.
Ng Mui nagy tehetségű kungfurajongó volt. Folyamatosan azt kereste, hogyan fejleszthetné tovább azt, aminek már mesterévé vált, holott már egyike volt a legnagyobb szakértőknek. Azon a területen, ahol menedéket talált, megismert pár helyi harcművészeti technikát, melyek meglehetősen eltérőek, újszerűek és hasznosak voltak. Addigi tanulmányait megreformálta ezekkel a technikákkal és létrehozott egy új stílust. Ng később minden tudását átadta egy fiatal szűznek, Jim Ving Csun-nak (Yim Wing Chun v. Yim Yong Chun), egy kiváló és általa nagyon kedvelt tanítványának.
Jim hozzáment Leung Pok Csau-hoz, egy kuangtungi sókereskedőhöz. Jim átadta a tudást Leung-nak és onnantól a férj és feleség alkotta páros arra szentelte magát, hogy tovább finomítsa a művészetet. Leung később átadta tudását Leung Lan Kvaj-nak, a gyógynövénnyel gyógyító orvos-tudósnak. Úgy alakult, hogy az újonnan létrehozott technikák stílusának nem volt még neve, mikor Ng Mui továbbadta Jim-nek és Jim a férjének. Ekkor, mikor Leung Pok Csau továbbadta a tudást Leung Lan Kvai-nak, úgy döntött, hogy Ving Csun Kuen-nek (Ving Csun Öklének) nevezi el, a felesége erőfeszítéseinek megbecsüléseként.
- A stílus egyik leghíresebb mesterének Jip Man (Yip Man) nagymestert tartják, akinek a keze alól számos nagyszerű örökös került ki. Érdekesség az iskola történetében, hogy a nagymester minden tanítványának egyéni szempontok szerint tanította a Ving Csun művészetét, s ezért a későbbiekben egymástól eltérő felfogású irányzatok alakulhattak ki.

Jip Man nagymester halála után, az iskola megkülönböztetésére a sok más, eltérő módon gyakorló iskolától, a jelenlegi nagymester Leung Ting, az ő általa képviselt stílus nevének írását Wing Tsun-ra változtatta. Azóta a Wing Tsun, WT a Leung Ting által vezetett Leung Ting Wing Tsun szervezetnek a védjegye.
Napjainkra a Leung Ting Wing Tsun, mint kungfu-szervezet, nagyszerű szervezettsége és kiemelkedő hitelessége[forrás?] révén vezető szerepre, sőt majdhogynem egyeduralomra tett szert a Wing Chun kungfuból leszármazó harcművészetek oktatásában, szerte a világon[forrás?].

### Leung Ting
Leung Ting a Nemzetközi Wing Tsun Szövetség alapítója, nagymestere, és jelenlegi vezetője.
A Hongkongi Baptista középiskolában érettségizett, és kínai ill. angol nyelvből szerzett egyetemi diplomát 1973-ban. Amellett, hogy a Leung Ting Wing Tsun rendszert népszerűsítette világszerte, és sorra vívta ki az elismeréseket, 1979-ben megszerezte a Filozófia Doktora címet az Amerikai Egyesült Államokban. 1997-ben a Bolgár Sport Akadémia a Harcművészetek díszdoktorává avatta.
Leung Ting tizenhárom évesen kezdte meg Wing Chun-tanulmányait, s a harcművészet szépsége már akkor magával ragadta. Hosszabb ideig volt Leung Sheung tanítványa; majd húszéves korában magántanítványának fogadta őt Yip Man nagymester. Heti két alkalommal tanult Yip Man-tól, s az így töltött kilenc hónap alatt, úgynevezett „zárt ajtók mögött képzett” tanítványként, a művészet legjavát sajátíthatta el a mesterétől.
Leung Ting az életét a Leung Ting Wing Tsun Kung Fu népszerűsítésére tette fel. Számos könyvet írt és adott ki a témában. Korábban folyamatosan látogatta az általa felügyelt területek, országok központjait, hogy szemináriumon oktassa a tanítványokat, mára, 60 éves kora után már csak kevés helyre utazik. Magyarországra eljön minden évben, hogy a Kecskeméten, telt házas tornateremben felügyelje a magyar és kelet-európai tanítványok technikai, szellemi előrehaladását. Napjainkra az általa vezetett és alapított Nemzetközi Wing Tsun Szövetség (International Wing Tsun Association) világszerte rendelkezik iskolákkal, tanítványai magas fokozatú instruktorokat neveltek ki.

### Máday Norbert
Lásd: Máday Norbert (kötelező megszólítása: „Szifu” – apa, tanító).

## A Wing Tsun szervezetei
- IWTA – International Wing Tsun Association, Nemzetközi Wing Tsun Szövetség, Prof. Dr. Leung Ting
- EEWTO – East European Wing Tsun Organisation, Kelet Európai Wing Tsun Szervezet, Máday Norbert
- HWTO – Hungarian Wing Tsun Organisation, Magyar Wing Tsun Szervezet, Máday Norbert

## Kapcsolatok

### A magyar országos egyesület honlapja
HWTO (Hungarian Wing Tsun Organization) Magyarországi Wing Tsun Szervezet 

## Szervezetek Leung Ting nélkül
A Leung Ting Wing Tsun-hoz hasonló harci rendszerek főképpen a Yip Man halála után különvált iskolák gyakorlatai alapján alakultak ki. Yip Man (Ip Man) Nagymester tanítványai nem maradtak együtt. Ezek az iskolák – hol kevésbé, hol már alapjaikban is – mára eltérő technikai, filozófiai, tanításai koncepcióval rendelkeznek. Van, ahol botvívással, box-szal vagy más stílussal keverik. A Leung Ting Wing Tsun magyarországi hivatalos szövetségében, a Magyar Wing Tsun Egyesületben ilyen keveredés nincs, Leung Ting Nagymester tanításai, útmutatásai az irányadók.
Olyan irányzatok közül néhány, a teljesség igénye nélkül, melyek nem rendelkeznek közvetlen kapcsolattal Leung Ting nagymesterhez, tehát nem Leung Ting Wing Tsunt tanítanak (nem tagjai a Magyar Wing Tsun Egyesületnek):
- Wing Chun – Magyar Wing Chun Szövetség
- Ving Tsun – Ving Tsun Harcművészeti Egyesület
- Wing Tzun – Emin Boztepe Martial Art System Magyarország
- Vihng Cheun – Hazánkban önálló iskolaként működik
- Modern Ving Tsun Kungfu – Hazánkban önálló iskolaként működik
- Wyng Tjun – Magyarországon nincs jelen
- Weng Chun – Magyarországon nincs jelen
- Öt Elem Wing Tsun Kung Fu Egyesület – Török Róbert vezetésével[3][4]

## Egyéb honlapok
1. A Magyar Wing Tsun magazin honlapja
2. Máday Norbert blogja
3. Angol-kínai szótár, kiejtési segédlettel
4. Angol nyelvű Wing Chun szótár